# レクサス・LS

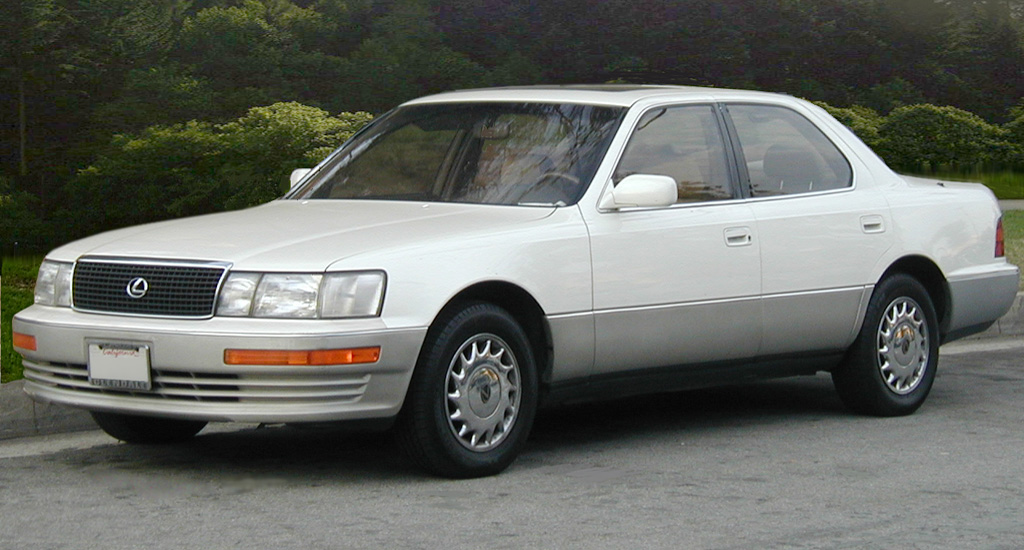
初代モデル

LS（エルエス、英語: Lexus LS）は、トヨタ自動車が展開する高級車ブランド「レクサス」が販売している最高級大型セダン（Fセグメント）。レクサスのフラッグシップセダンである。
初代から3代目モデルまで、日本国内ではトヨタブランド（トヨタ店・トヨペット店）にて「セルシオ」の名称で販売されていた。

## 概要

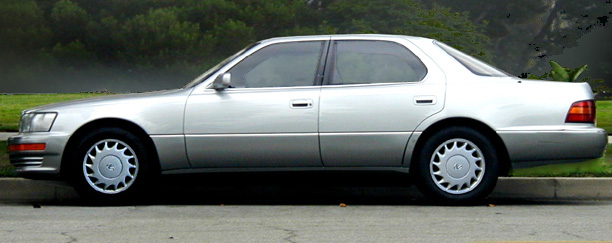
LS400（1989年）

1989年1月、トヨタがアメリカ合衆国を主要マーケットとして新たに立ち上げた高級車ブランド「LEXUS（レクサス）」の最上級車として、ES（日本名：トヨタ・カムリプロミネント/ウィンダム」）とともに初代LSが発売された。
それまで北米の高級車市場は、キャデラックやリンカーンといったアメリカ国内のメーカーや、メルセデス・ベンツやBMWといったドイツ車メーカーの独壇場であり、あくまで大衆車の域を出ない日本車メーカーが割って入る余地はないものとされていた。しかし、トヨタは1980年代初頭からマーケティングを行い続けた結果、静粛性・快適性・高品質の追求により新規参入の余地があると判断し、初代LSの開発が開始された。
1989年8月に発売されたLSは、トヨタの目論見通り北米マーケットで引く手あまたの人気となり、レクサスブランドの礎を築くきっかけとなった。特にその静粛性と、搭載される1UZ-FE型 V型8気筒エンジンの高い完成度などは他のメーカーに大きな影響を与えた。

## 初代 XF10型（1989年8月 - 1994年9月）
LS400（UCF10）
1989年8月発売。同年10月には日本国内でも「セルシオ」として販売されるようになった。それまで北米市場におけるトヨタには、最高級車としてクレシーダが存在していたが、レクサスブランドの導入により、それとは全くの別格・別ブランドのモデルとして位置付けられた。

## 2代目 XF20型（1994年10月 - 2000年6月）
LS400（UCF20）
1994年10月にフルモデルチェンジ。1997年9月にマイナーチェンジし、フロントマスクが大幅に変更される。エンジンにVVT-i（可変バルブ機構）が搭載され、5速AT、ディスチャージヘッドランプなどが採用される。

## 3代目 XF30型（2000年7月 - 2006年8月）
LS430（UCF30）
2000年7月にフルモデルチェンジ。2003年9月にマイナーチェンジし、内外装を変更した。6速ATやAFSなどが採用される。

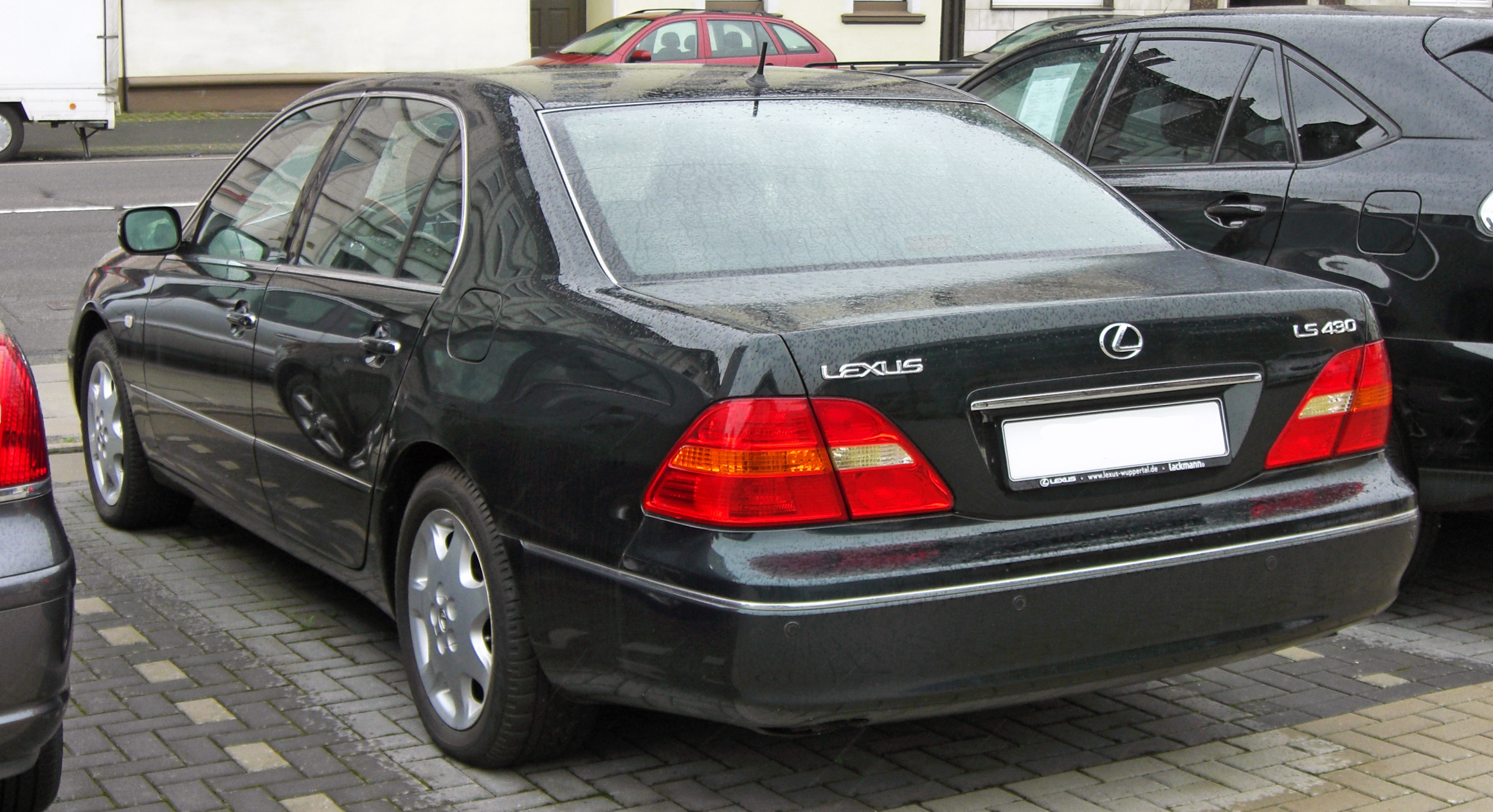
LS430 2000年発売型（後部）

## 4代目 XF40型（2006年9月 - 2017年10月）
LS460(USF40/45) / LS460L(USF41/46)
2005年10月 - 東京モーターショーにてコンセプトモデル「LF-Sh」を初公開。翌2006年1月のデトロイトモーターショーで市販モデルのプロトタイプを出品。同年4月に日本国内で発表。
2006年9月19日 - 日本国内でも「LEXUS LS460」として正式発表。LS専用の新プラットフォームを使い、前後ともアルミニウム合金製のマルチリンク式サスペンションを採用。エンジンは従前の1UZ-FE/3UZ-FEから約17年振りに全面刷新された1UR-FSE型を搭載する（V型8気筒直噴4,608 cc）。量産乗用車では世界初となる「シーケンシャルシフト付き8速AT（8 Super ECT）」が搭載されている。ボディサイズは全長5,030 mm（ロングボディ仕様は5,190 mm）× 全幅1,875 mm × 全高1,465 mm、ホイールベースは2,970 mm（ロングボディ仕様は3,090 mmとなり、トヨタブランドのフラグシップセダン「センチュリー」をも凌ぐ）。
発売当時の日本国内での価格は770万円から965万円。標準仕様のほか、専用デザインの19インチアルミホイール＆タイヤ（サイズは245/45/R19）と制動力を高めた専用の大径4ポットアルミモノブロックブレーキキャリパーと冷却性能に優れたスパイラルフィン式の大径ディスクローター（前⌀357、後⌀335）、そして専用チューニングエアサスペンションなどを搭載して走りに重点を置いた「version S」をはじめ、逆に標準仕様車の足回りはそのままに、アームレストスイッチや後席パワーシートなど後席の装備を充実させた「version U」があり、各グレードにアルカンターラルーフ、セミアニリン本革シート、ステアリングヒータ付本木目&本皮ステアリングを装備した「I package」がセットメーカーオプションとして設定される。なお、「version U」にはステレオカメラフュージョン方式の「プリクラッシュセーフティシステム」がメーカーオプションで設定される。リアはトヨタ「クラウン（13代目）」や「マークX（初代）」なども採用したマフラーエンドとリアバンパーが一体化したデザインを採用している。ホイールのPCDは120 mm。
2008年8月 - イヤーモデル制度を採るレクサスブランドの方針に従い、初の年次改良を実施（2009年モデルへ移行）。それまで海外仕様車にのみ設定されていたロングボディ仕様「LS460L」を日本仕様車にも導入。なおグレード体系や装備はハイブリッド仕様の「LS600hL」シリーズに準ずる。またトルクスプリットAWDを搭載したAWDモデルを追加設定した（なお、駆動系の最適化を図るべくエンジンの出力が2WD車よりも若干下げられている）。また、LS460全車共通改良として「パンク修理キット」をオプション設定（これによりスペアタイヤを省くことでトランクルームの容量を拡大）し、緊急ブレーキシステムや「ミリ波レーダー方式プリクラッシュセーフティシステム」の標準化（一部グレード）といった安全装備を充実させた。また本革シートとセミアニリン本革シートに助手席ポジションメモリーを新たに搭載し、地上デジタルテレビのオプション設定、さらにセンタークラスタースイッチの文字が日本語表記と英語表記を選べるようになった。 
2009年10月 - モデル2度目の年次改良実施（2010年モデルへ移行）。発売から3年を経過していることもあり、マイナーチェンジに相当する大掛かりな改良を実施。エクステリアはグリル・バンパーなどの外装パーツの意匠変更を実施し、ボディカラーの新色設定・差替えが行なわれた。インテリアには、トヨタ・クラウンハイブリッドに先行搭載されたTFT液晶方式のグラスコックピット「ファイン・グラフィックメーター」をオプション設定。またセンタークラスターの意匠変更やオーディオダイヤルにアルミ材を採用するなどの改良が図られた。
L-Select
レクサス初のカスタマイズプログラムで、シート・ドアトリム・本木目パネル、ルーフにまでたくさんのカラーが用意され、さらにシートやインパネの各ステッチの糸色を自分で選択できるというもの。その組み合わせは約30,000通りにもなるため、“自分だけの”LSを作ることができた。
version SZ
従来の「version S」をベースに、レクサスのスポーティグレード「Fパフォーマンス」の第1弾「IS F」のような「超高性能の走りと運転する“楽しさ”」を徹底的に追求され、海外仕様車には「LS SPORTS」としてラインナップされた。エクステリアには専用のフロントグリルとサイドロッカーモールをはじめ、空力性能を向上させる前後アンダースポイラーを標準装備している。またインテリアには専用内装色となる「ブラック&サドルタン」が設定され、また「IS F」同様に高い横Gにも耐えられるサイドサポートの大きな専用スポーツシートが採用されている。エンジンそのものに特別なチューニングは行なわれていないが、トランスミッションには「IS F」に搭載されている「8-Speed SPDS」に近いチューニングが施された。これにより、ステアリングにもLSシリーズで唯一となるパドルシフトが搭載され、シフトダウン時にエンジン回転数を最適化するブリッピング制御を搭載するとともに、スポーツ走行にも適したダイレクトで素早い変速が可能となっている。また、足回りには専用チューニングのエアサスペンションを搭載。ブレーキには、フロントに「IS F」から流用された「ブレンボ（Brembo）社製6ポットモノブロックブレーキキャリパー」（リアはLS460/LS460L AWD、LS600h/600hLと同じくスパイラルフィン式ベンチレーテッド・ディスクのモノブロック2ポットとなるが、専用の高摩擦ブレーキパッドが採用されている）と、こちらはLS専用となる⌀380の大径ブレーキローター（ちなみにIS Fは⌀360のドリルドホール付きだが、こちらには冷却用ドリルドホールは採用されていない）を組み合わせ、ストッピングパワーを向上させている。タイヤは従来と同じく前後245／45／R19サイズとなるが、よりグリップ性能を向上させた専用のスポーツタイヤを採用。さらに、こちらも「IS F」と同じくBBS社製の専用鍛造アルミホイールを採用し前述の専用スポーツタイヤとの組み合わせで従来よりもハイレベルな走行性能を実現した。
version UZ
4名乗り仕様は従来の「後席セパレートパッケージ」をベースに、本木目と本革の格納式テーブルを採用した後席大型センターコンソールや、天井付9インチ高精細ディスプレイを採用した「リヤシートエンターテイメントシステム」を追加装備する。 また、 同5人乗り仕様には前席センターコンソール後部に9インチの高精細ディスプレイを装備した「リヤシートエンターテイメントシステム」を標準装備するなど、VIP送迎用などのショーファードリブン需要に対応するため、リアシート周りを中心とした装備の充実や質感の向上を図っている。

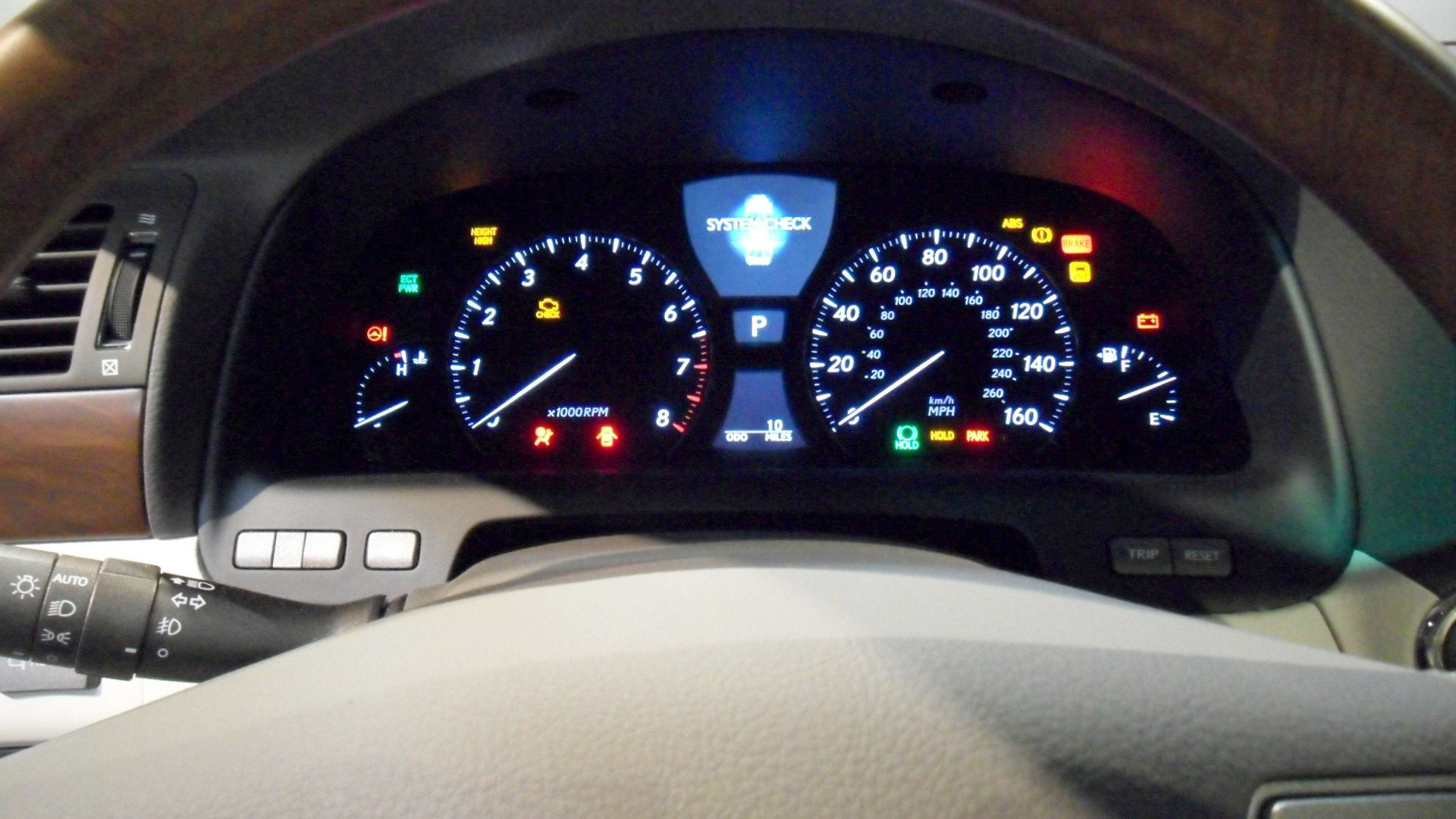
LS460 オプティトロンメーター（2009年発売型）
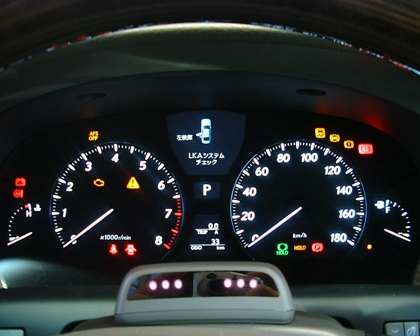
速度・回転計の間にTFTディスプレイを装備。ステアリングコラムにあるカメラはプリクラッシュセーフティ用。
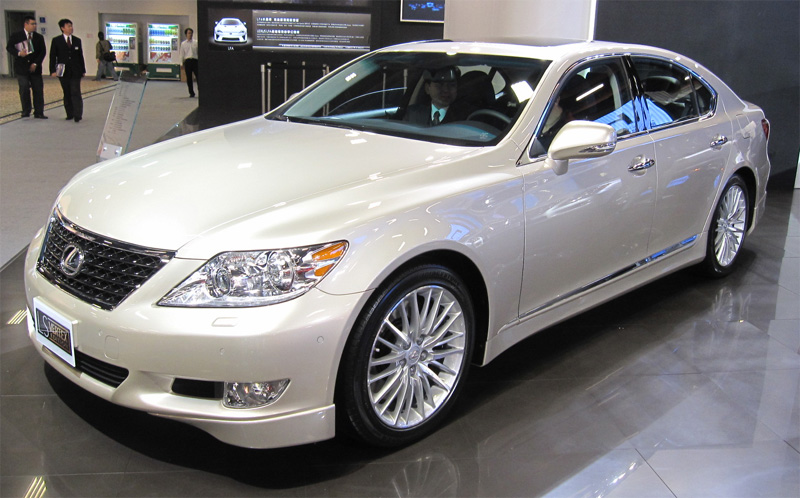
LS460SZ（北米仕様・2009年発売型）

### マイナーチェンジ（2013年モデル）
2012年7月31日、サンフランシスコにて2013年モデルとなるマイナーチェンジ版LSを発表、日本での発売は2012年10月と発表された。同年10月11日に予告されていた日本仕様車のマイナーチェンジを行い、同日より販売を開始した。
型式認定こそ前期型・中期型と同一であるが、主要構成部品約6,000点のうち約半数を変更するなど、実質的にはフルモデルチェンジに近い大幅な設計変更がなされた（マイナーチェンジとフルモデルチェンジの間にあたる「メジャーチェンジ」と呼称する）。
パワートレーンには大きな変更はないが、エンジンオイルパン形状の変更・排気抵抗の低減により出力を向上させたほか、先だってLFAやGS（4代目）にも搭載された吸気音を増幅する「サウンドジェネレーター」が新たに搭載され、主に中～高回転域で官能的なエンジン音を演出する。サスペンションのチューニングも変更され、乗り心地と操縦安定性の更なる向上が図られた。また、エンジンやダンパー減衰力、電動パワーステアリングなどの特性をドライバーの好みに合わせて“ECO”や“SPORT”などの5モードから選べる「ドライブモードセレクト」も新搭載。
外装はGS（4代目）やRX（3代目後期型）同様にレクサスの新たなデザインアイコン「スピンドルグリル」を採用した迫力あるデザインとなった。内装もほぼ全面的に刷新され、液晶ディスプレイはGS（4代目）に採用された12.3型高精細ワイドディスプレイに変更され、パソコンのマウス感覚で操作できる「リモートタッチ」や、自発光指針のアナログ時計も搭載された。また、LS460およびハイブリッドのLS600hには新たに専用装備を追加したスポーティ仕様「F SPORT」が追加グレードとして設定される。同時に、これまで設定されていたversion UZ、version S、version Uがラインナップから外れ、ベースグレード・version C（および同I package）・version L・EXECUTIVE package（ロングボディ車のみ）・F SPORT（新設）というグレード構成になった。L-SELECTは一部グレードを除き設定される。
F SPORT
2012年10月のマイナーチェンジで新設されたグレード。GS、IS、CT、RXに設定されている「F SPORT」同様、スポーティーな走りに重点を置いたセッティングになり、専用のローダウンサスペンション、トルセンLSD（LS460のみ）、アクティブスタビライザー（LS600hのみ）、専用ブレーキ（フロントブレンボ製6ポットキャリパー）を搭載。スピンドルグリルもメッシュ調の専用デザインになり、本革スポーツシートも専用の物が用意される。
年次改良
2013年9月5日に一部改良が行われた。LEDクリアランスランプに昼間の被視認性を高めるデイライト機能が追加されるとともに、シャークフィンアンテナのデザインを変更。ボディカラーには新色の「ソニックチタニウム」が設定された。
年次改良（2014年）
2014年10月16日に一部改良が行われた。G-Link機能の一つであるG-securityを強化し、万一の場合に遠隔操作でエンジン再始動とステアリングロック解除を禁止できるリモートイモビライザーと携帯電話からドアロック、パワーウインドゥクローズ、ハザード消灯などの操作ができるリモート操作を追加。さらに、万一バッテリーを取り外された時でも別の専用バッテリーから稼働して警報を発し、盗難防止に寄与するセルフパワーサイレンを新設定した。ナビゲーションはmicroSDカードを用いるSDナビゲーションシステムを全車に標準装備し、G-Linkの新機能である音声対話・先読み情報案内サービス「エージェント」やアプリケーションソフトの追加ができる「LEXUS Apps（レクサス アップス）」を搭載。ドームランプ（フロント/リア）にLEDを採用し、パワートランクリッドを「F SPORT」にも装備した。
日本開業10周年記念特別仕様車の発売（2015年）
2015年1月8日にレクサスの日本開業10周年を記念した特別仕様車「LS460"F SPORT X Line"」・「LS600h"F SPORT X Line"」を発売した。LS460・LS600hに設定されている「F SPORT」をベースに、外観は専用スピンドルグリル・フロントフォグランプベゼル・専用リアバンパー下部に専用ブラック塗装を採用し、メーカーオプションとして鍛造/専用ブラック塗装仕様の専用アルミホイールを設定。内装はブラック&スカーレットのインテリアカラーを採用し、トリム部にはブラック/レッド、シート部にはブラックのステッチカラーを採用。装備面ではミリ波レーダー式プリクラッシュセーフティシステムと全車速追従機能付レーダークルーズコントロールを特別装備した。ボディカラーは「ホワイトノーヴァガラスフレーク」と「ブラック」の2色が設定される。
年次改良（2015年）
2015年9月25日に一部改良が行われた。 従来のスポット溶接よりも溶接打点間の間隔を詰めることができるレーザースクリューウェルディングの範囲を拡げ、ボディを面で結合し、たわみを抑える構造用接着剤の採用範囲を拡大することでボディ剛性を高め、優れた操縦安定性を実現した。また、搭載するナビゲーションシステムのVICS情報サービスがVICS WIDE対応になり、気象庁発表の特別警報（地震を除く）ポップアップ表示、豪雨エリア表示、精度の高いルート検索や渋滞回避ルート案内等が可能になった。通信モジュールがLTE対応になり、レクサスオーナーズデスクとの通話をしながらのナビ目的地設定やG-Linkを使ったWEB検索での目的地設定が可能になっている。さらに、5つのテーマから好みの配色を選べるマップカラーセレクト、地図の全画面表示、使用頻度の高い機能をワンタッチで呼び出す簡易操作画面が搭載された。リモートタッチもパームレスト両側・ノブ前方にボタンが追加された。ボディカラーは、新たにソニッククォーツが追加された（F SPORTを除く）。 
年次改良（2016年）
2016年8月25日に一部改良が行われた。ボディカラーの入れ替えを行い、新たにグラファイトブラックガラスフレーク、アンバークリスタルシャイン、ディープブルーマイカの3色（「F SPORT」はグラファイトブラックガラスフレークのみ）を追加。また、FM放送でAMラジオの番組を聴くことができるFM補完放送（ワイドFM）に対応した。

## 5代目 XF50型（2017年10月 - ）
LS500(VXFA50/55) / LS500h(GVF50/55)
従来の静粛性の追求と共に運動性能と先進装備を重視し内外装デザインを一新した。LCに続き、GA-L（Global Architecture-Luxury）プラットフォームが採用され、低く構えたスタイリングを実現し、大径タイヤの採用により力強い存在感を創出。これまでの4ドアセダンとは一線を画す斬新なクーペシルエットを創りだすため、6ライトキャビンデザインを採用し、フロントからリヤまで抜けるシャープな構成から、フェンダーがダイナミックに突き出す造形とした。これにより、後部座席頭上空間が先代より小さくなった。また、ドアフレームとガラスの段差を少なくした面一のフラッシュサーフェスウインドウを採用し、より滑らかで美しいボディラインを実現している。
先代モデルは標準ボディに加え、全長・ホイールベースを120ミリメートル延長した「LS460L / LS600hL」がラインアップされていたが、5代目のボディは1種類のみとなった。ボディサイズは先代「LS460L / LS600hL」と比較し、全長は+25ミリメートル・全幅は+25ミリメートルの拡大となった。一方で全高は15ミリメートル低められた。また、ホイールベースは35ミリメートル延長されて3,125ミリメートルとしている。
エンジンは世界的なダウンサイジングコンセプトの流れに準じ、「LS500」には新開発となるV型6気筒3.5 Lツインターボ「V35A-FTS」型に電子制御10速オートマチック「Direct-Shift 10 AT」を組み合わせる。先代「LS460/LS460L」が搭載していたV型8気筒4.6 L「1UR-FSE」型と比較すると、小排気量化され、また気筒数が削減されてはいるが、2基のターボチャージャーの効果により大幅なパフォーマンスの向上を果たしている。2WD車同士の対比で、最高出力は30 PS（22 kW）向上して422 PS (310 kW) に、最大トルクは10.2 kgf･m (100 N･m) 向上し、61.2 kgf･m（600 N･m）を発生。また、ハイブリッドモデルの「LS500h」はLCに搭載済みのV型6気筒3.5 Lの「8GR-FXS」型を搭載。ハイブリッドシステムに変速機構を直列に配置した「マルチステージハイブリッドシステム」は、エンジン回転数を広範囲で使用できるシステムに「10段変速制御」を採用することにより、より快い走りのリズムを実現している。システム最高出力は359 PS (264 kW) を発生する。また、駆動方式は全グレードに2WD （FR）とAWDが設定される。
安全面に関しては従来のLexus Safety System +を発展させ、高度な衝突回避支援と高度運転支援を実現したLexus Safety System +Aが日本・ヨーロッパ・アメリカ仕様で導入され、「I package」以上で標準設定。なお「標準仕様」はLexus Safety System +を装備する。Lexus Safety System +Aに新たに採用された予防安全技術のひとつ、プリクラッシュセーフティ（歩行者注意喚起・アクティブ操舵回避支援）は、従来までの機能に加えて世界初となる大型カラーヘッドアップディスプレイに歩行者の存在する方向を表示する、より直感的な歩行者注意喚起、ブレーキ制御に加え自動で操舵を制御するアクティブ操舵回避支援を装備。また「Lexus CoDrive」は、自動運転につながる高度運転支援技術であり、レーダークルーズコントロール、レーントレーシングアシストの基本機能に、レーンチェンジアシストを加えた3機能を連携させ、高速道路や自動車専用道においてドライバーの運転意図と調和した操舵支援や、レーンチェンジの運転支援を実現。カーブが多い道や、渋滞時でもシームレスな運転支援により、ドライバーの運転負荷を大幅に低減することが可能。また、大型ヘッドアップディスプレイやマルチインフォメーションディスプレイなどと連携し、ドライバーに支援状況を分かりやすく通知といった機能を併せ持つ。
「F SPORT」は更に優れた走行性能を実現するため、「VDIM」は、VGRS、EPS、DRSを統合制御するレクサスダイナミックハンドリングシステムに、アクティブスタビライザーを協調制御させることで、新たに車両のロールや上下運動も含めた統合制御を可能とした。また、専用の20インチベンチレーテッドディスクブレーキ、20インチランフラットタイヤ＆ホイール（前後異サイズ）を採用した。

### 年表
2017年1月9日
2017年北米国際自動車ショー（デトロイトモーターショー）において、新型LSを世界初披露。
2017年3月7日
2017年ジュネーブモーターショーにおいて「LS500h」を世界初披露。
2017年4月11日
2017年ニューヨーク国際オートショーにおいて「LS500 “F SPORT”」を世界初披露。
2017年10月19日
フルモデルチェンジ。
「LS500h」は同日発売。「LS500」は12月18日発売。
V型6気筒3.5 Lマルチステージハイブリッドシステムを搭載する「LS500h」、V型6気筒3.5 Lツインターボエンジンを搭載する「LS500」の2モデルを設定。各モデル共に、駆動方式は2WD (FR）とAWDが選択できるほか、「標準仕様」、「I Package」、「F SPORT」、「version L」、「EXECUTIVE」の5種類の仕様が用意されている。
ボディカラーは全13色。全グレード共通色として、先代から継続設定となる「ソニックシルバー」、「ソニックチタニウム」、「ブラック」、「グラファイトブラックガラスフレーク」、「レッドマイカクリスタルシャイン」に加え、新規開発色の「マンガンラスター」（メーカーオプション）、「ソニックアゲート」を設定。「F SPORT」以外のグレードには、先代から継続される「ソニッククオーツ」、「スリークエクリュメタリック」、「アンバークリスタルシャイン」、「ディープブルーマイカ」を選択可能。また、「F SPORT」には専用色として、先代にも設定された「ホワイトノーヴァガラスフレーク」に加え、新設定の「ヒートブルーコントラストレイヤリング」（メーカーオプション）」を選択できる。
2018年8月30日
一部改良。
AWD車のショックアブソーバーに、伸圧独立オリフィスを採用。また、マルチステージハイブリッドシステムのエンジンサウンドや変速制御のチューニング、制振材が追加された。
「標準仕様」に装備される予防安全パッケージ「Lexus Safety System +」を改良。「プリクラッシュセーフティ」は、単眼カメラとミリ波レーダーの性能向上により、昼間の自転車運転者や夜間の歩行者が検知可能となった。また、レーンキーピングアシストに替わり、自動車専用道路等でレーダークルーズコントロール使用時に、同一車線内中央を走行できるよう操舵を支援するレーントレーシングアシストを採用。さらに、カメラで主要な道路標識を読み取り、メーターとヘッドアップディスプレイ内に表示するロードサインアシスト、先行車の発進をメーターとヘッドアップディスプレイ内での表示とブザーで知らせる先行車発進告知機能が新機能として追加された。
G-Linkの機能のひとつとなる「ヘルプネット」は、新たに「D-Call Net」に対応。事故や急病時に、車両データをもとに重症度を指定してドクターヘリなどの早期出動判断を行う機能で、緊急時の対応力を高めている。
2019年10月3日
一部改良。
ショックアブソーバーへの伸圧独立オリフィスの採用をFR車にも拡大されるとともに、AVSやリアサスペンションのチューニングも行われ、「F SPORT」を除く仕様に採用されているランフラットタイヤは補強層構造が最適化された。ハイブリッドモデルの「LS500h」は加速時におけるバッテリーのアシスト量を増加させ、アクセル特性も変更。「version L」と「EXECUTIVE」に装備されるリアマルチオペレーションパネルの操作性を高め、「EXECUTIVE」の後左席プリセットポジション機能はリヤシートエンターテインメントシステム装着車において「エンターテインモード」時の足元空間や前方視界を広げた。なお、「LS500h」はWLTCモード走行による燃料消費率（JC08モード走行も併記）や排出ガスに対応し、「平成30年排出ガス基準75 %低減レベル（☆☆☆☆☆）」認定が新たに取得された。
2020年11月19日
マイナーチェンジ。
ガソリンモデルの「LS500」において、電動駆動方式で過給圧を制御するウェイストゲートバルブのバルブ開度を緻密に制御することで、アクセル操作に対して発生するエンジントルクの精度を高めたほか、シフトスケジュールが変更され、ギア段を維持したまま加速可能な領域を拡げることでシフトダウン頻度を低減。加えて、燃料室形状の最適化により燃焼効率が向上されたほか、コンロッド形状の最適化やクランクシャフトのクランクピン径の拡大により、軽量化と剛性向上による静粛性を両立。VVTを油圧制御化することで軽量化が図られ、オイルコントロールバルブをVVT内部に配置するセンタースプール構造により油路が短縮され、応答性も向上された。
減衰力可変ダンパーAVSは新設計の油圧制御用ソレノイドのオイル流量制御バルブの流量が拡大され、ランフラットタイヤの縦バネ剛性、スタビライザーバーのばね定数、バウンドストッパーの先端剛性（2WD車はリアのみ）を最適化。AWD車はエンジンマウント内のオリフィスを変更することで減衰特性が変更された。2WD車はフロントサスペンションを高強度アルミ鍛造アームへ変更され、タイヤの質量低減によりばね下質量を軽量化。シート表皮の縫い位置がより深い位置へ変更され、低反発ウレタンパッドが採用された。
外観はフロントバンパーコーナー部に縦基調のキャラクターラインが配置され、オーバーハングが短く見える意匠とし、フロントバンパー下端のメッキモールがサイドまで回り込む造形とした。ヘッドランプは新意匠の小型3眼ランプユニットとL字クリアランスランプの下に小糸製作所の「ブレードスキャン」アダプティブハイビームシステム（AHS）を搭載。サブラジエーターグリルをスクエア形状として外側に配置し、スピンドルグリルのメッシュカラーをダークメタリックに変更した。リアコンビネーションランプはメッキモールをピアノブラックに変更した。「F SPORT」はサブラジエーターグリルのガーニッシュをサイドまで回り込ませ、専用色のスピンドルグリルや20インチホイールを採用し、スポーティーデザインとした。
内装はハンドルとセンターコンソールのスイッチ類を黒で統一し、使用頻度が高いステアリングとシートのヒーターの操作画面を表示させるスイッチをセンターコンソールに追加。マルチメディアシステムにタッチディスプレイが採用され、SmartDeviceLink・Apple CarPlay・Android Autoに対応した。
安全面では「Lexus Safety System +」が強化され、プリクラッシュセーフティの対応領域を交差点右折時に前方から来る対向直進車や右左折時に前方から来る横断歩行者にも拡大し、低速時の衝突回避または被害軽減をサポートする低速時加速抑制などの機能を追加。ロードサインアシスト（RSA）は最高速度を120 km/hまで表示が可能となり、「Lexus Safety System +A」として全車に標準装備された。
そのほか、デジタルインナーミラーに9.6インチディスプレイが採用され、LS500hには高度運転支援技術によりドライバー監視のもとでカメラと超音波センサーを融合して全周囲を監視し、駐車場における認知や判断、操作をサポートする「Advanced Park」が標準装備された。
なお、今回のマイナーチェンジにより、「標準仕様」が廃止された。
2021年4月8日
高度運転支援技術「Lexus Teammate」の新機能となる「Advanced Drive」を搭載した「LS500h"version L Advanced Drive"」と「LS500h"EXECUTIVE Advanced Drive"」が発売された（いずれもAWD車のみの設定、トヨタブランドで発売されているセダン型燃料電池自動車であるMIRAIにも同時に設定）。
「Advanced Drive」は高速道路や自動車専用道路の本線上の走行を支援するシステムで、ナビゲーションで目的地を設定するとドライバーの監視のもと、実際の交通状況に応じて車載システムが適切に認知、判断、操作を支援し、車線・車間維持、分岐、車線変更、追い越しなどを行いながら目的地に向かって分岐までの運転を支援する。
運転支援については、周辺を走行している車両との並走や追い越し時には、全幅が広い大型車を追い越す場合は右に寄りながら走行するなど、左右の間隔が十分に確保した状態で車線維持を行い、合流地点では本線に合流する車両に対して、早めに減速して車間距離を確保することで、相手車両のスムーズな合流を支援する。車線変更や追い越しの際には、システム側が周辺の車両状況と道路環境を考慮したうえで車線変更可能と判断した場合は、ドライバーがステアリングを保持して車線変更先を確認、承認操作を行うことで自動的に車線変更が行われる。また、ドライバーがターンレバー操作をしてシステムに車線変更操作を要求することも可能である（この場合、車線変更が完了するとウィンカーが自動でオフとなる）。ドライバーモニターカメラも装備されており、顔の向き・目の開閉状態・視線方向・運転姿勢からドライバーの運転状態を検知し、脇見や閉眼状態をシステムが検知した場合には警告を行い、眠気の兆候を推定してドライバーの運転関与への度合いが低下し始めているとシステムが判断された場合は、ブザーによる警告・シートベルトの振動・ヘッドアップディスプレイ表示の点滅・いたわり案内アプリによる対話などによって運転への関与の改善を促す。
緊急ブレーキについては、ミリ波レーダーとステレオカメラに加え、望遠カメラ、LiDARと高精度地図に基づく情報を組み合わせることで「プリクラッシュセーフティ」の検知対象よりも遠くからの自車進路上の前方車両の検知が可能となり、衝突の可能性があると判断された場合には、カラーメーターやカラーヘッドアップディスプレイの表示とブザーでドライバーに知らせ、衝突の可能性が高いと判断した場合には、高い制動力を発生させ、ドライバーの回避行動を支援する。併せて、ドライバーの運転姿勢が大きく崩れた場合や、システムの警告に応答せず無反応状態が継続する場合には、ドライバーの運転継続が困難であるとシステムが判断し、ハザードランプの点滅など周囲への警告を行いながら緩やかに減速し、車線内または路肩に停車。停車と同時にドアを解錠し、ヘルプネットへ自動接続して救命要請を行い、早期のドライバーの救命・救護に寄与するドライバー異常時対応システムも装備される。
内蔵されている制御ソフトや高精度地図ソフトは無線通信や販売店での有線通信により常に最新版へ更新され、購入後も新たな機能の追加や性能向上によるソフトウェアアップデートが可能となっている。
2021年6月4日
LEXUSが所属契約を締結しているプロゴルファーの松山英樹選手のメジャー初制覇を記念した特別限定車"HIDEKI MATSUYAMA EDITION"の設定を発表した。
LS500h/LS500の各"version L"をベースに、ボディカラーをテレーンカーキマイカメタリック、インテリアカラーをブラック&オーカーの専用カラーコーディネートとしたほか、ムーンルーフ（チルト&アウタースライド式）、245/45R20 99Yランフラットタイヤ&20×81/2Jノイズリダクションアルミホイール（特別仕様車専用、切削光輝+ブラック塗装）、専用シリアルプレート、L-ANILINE本革シート、“マークレビンソン”リファレンス3Dサラウンドサウンドシステムを特別装備し、LS500hはアクセサリーコンセント（AC100V・1500W/非常時給電システム付[ラゲージルーム内・フロントセンターコンソールボックス後部]）も特別装備。松山選手のレプリカキャディバッグが特典として付帯する。
10台限定となるため、発表日から6月17日まで抽選による商談申し込みを受け付け、当選者には指定の販売店から連絡の上、商談を開始する形態が採られた。
2021年10月28日
一部改良。
標準装備の19インチタイヤを乗り心地と静粛性の向上に寄与するため、新開発のノーマルタイヤへ変更し、ランフラットタイヤをメーカーオプション設定に切り替え。予防安全パッケージ「Lexus Safety System +A」の一つであるレーントレーシングアシスト（LTA）が改良され、システム制御の改良によりセンタートレース性が向上された。
「Advanced Drive」搭載モデルでは、追い越しの際に側方間隔確保機能の作動条件をより積極的に作動するように変更。車線変更支援の対象範囲を拡げ、被合流区間から区間外へのレーンチェンジ時の支援が可能となり、視認性向上のため、背景色などのメーターグラフィックが一部変更された。また前方に搭載済みのLiDARに加えて、左右と後方にも追加されたため合計4台のLiDARが搭載されている。なお、「Advanced Drive」搭載モデルをすでに保有しているユーザーにも、無線通信によるソフトウェアアップデート（OTA）により同等の機能提供が行われるほか、販売店でのLiDAR装着も予定されている。
そのほか、Executiveや「Advanced Drive」搭載モデルに装着されているマークレビンソンリファレンス3Dサウランドサウンドシステムを「version L」にも拡大して標準装備され、全モデルに搭載されている「ナノイー」を「ナノイーX」へ強化され、リアシートリマインダー機能が全モデルに標準装備。「F SPORT」はオレンジブレーキキャリパー（フロント・リアLEXUSロゴ）をメーカーオプション設定に追加された。さらに、ハイブリッドモデルのLS500hには、アクセサリーコンセント（AC100V/1500W・非常時給電システム付）を「Advanced Drive」搭載モデルを除く全モデルに標準装備された。
2022年10月13日
一部改良（10月下旬以降発売）。
リアサスペンションメンバー取付部のブレース形状が変更されたことで剛性が向上され、サスペンションにチューニングが施された。
マルチメディアが最新化され、ナビや音楽、車両設定などの各種メニューの選択スイッチを運転席側に常時アイコンで表示され、画面全体のレイアウトも情報の粒度に応じて表示エリアを分けることで操作フローを統一。音声認識機能はディスプレイのマイクアイコン操作やあらかじめ設定された起動ワードを発話する音声による起動が可能となり、自然な発話での操作にも対応。「エージェント+」は目的地を設定しなくても、これまでの走行履歴から経路を予想し、事故・渋滞・天候・燃料等の案内を画面上に知らせる先読み案内サービスが可能となり、Apple CarPlayはWi-Fiによる接続に対応。タッチパッドやCD/DVDプレーヤーが廃止されたことに伴ってインストルメントパネルやコンソール周辺の形状、スイッチレイアウトが最適化され、シートヒーター/シートベンチレーション/ステアリングヒータースイッチをコンソール上に設定。スマホホルダーやUSB Type-Cコネクターを増設した。アンプやスピーカーの見直しによりハイレゾ音源再生に対応し、スマートフォンアプリ「My LEXUS」からリモートエアコンやマイカー始動ロックなどの機能が利用できるようになった。
予防安全では、パノラミックビューモニターの機能が拡充され、ボディやシートを透かして見たようなシースルービューやサイドクリアランスビュー、コーナリングビューを採用し、車両直下及びタイヤ付近のアンダーフロア映像を表示することで駐車やすり抜けを支援する床下透過表示機能が設定された。
「F SPORT」を除くグレードでは、2021年発売の特別限定車「HIDEKI MATSUYAMA EDITION」に設定されていた245/45R20 99Yランフラットタイヤ&20×81/2Jノイズリダクションアルミホイール（切削光輝+ブラック塗装）をメーカーオプションとして設定した。
「Advanced Drive」搭載モデルでは、周辺車両の動きへの配慮として隣接レーンを走行する車両の死角領域に自車が走行し続けることを回避するように減速制御を行うことで他車の近くを自車が走行をし続けることで感じる圧迫感の軽減を図り、車線変更支援を行う場面を拡大。合流時点を低速走行する際や前方車両へ接近した場合にドライバーに周囲の車両への注意を促すディスプレイ表示やブザーを追加するなどの性能向上が行われた。
2023年10月4日
一部改良（10月16日発売）。
サスペンションの締結における締結工程を高精度化、排気管を支える排気管サポートゴムの角度が見直されたほか、「Advanced Drive」搭載モデルを除く全モデルではラジエーターサポートブレースが追加され、後輪転舵角が拡大されたDynamic Rear Steering（DRS）の設定をAWD車にも拡大された。
「Lexus Safety System+」は最新化され、運転状況に応じたリスクの先読みを行い、ステアリングやブレーキ操作のアシストを行うプロアクティブドライビングアシスト（PDA）が追加され、プリクラッシュセーフティはドライバーの脇見運転等をシステムが検知した場合に反応時間を確保するためドライバーへの警告のタイミングが早められた。
また、高度運転支援技術「Lexus Teammate」が「Advanced Drive」搭載モデルを除く全モデルに導入され、既にLS500hに導入されている「Advanced Park」は縦列駐車時の支援が拡大され、前向き駐車（及びバックでの出庫）にも対応した改良を行い、ガソリン車のLS500にも標準設定。LS500hはスマートキー携帯時に車外から専用アプリをインストールしたスマートフォンを操作して駐車や出庫が可能なリモート機能が追加された。併せて、自動車専用道路での運転時、約40km/hまでの渋滞時にレーダークルーズコントロールとレーントレーシングアシストの作動中にドライバーが前を向いているなどの一定の条件を満たしたときに作動し、認知・判断・操作を支援する「Advanced Drive（渋滞時支援）」も設定された。
「Advanced Drive」搭載モデルを除く全モデルはメーターが12.3インチフル液晶となり、前後方を記録するドライブレコーダーを標準設定。HEVモデルには非常時給電システム外部給電アタッチメントを搭載。"EXECUTIVE"では、専用のスマートフォンアプリをインストールすることで、本機能を有する車両に対してスマートフォンをデジタルキーとして使用可能となり、デジタルキー対応車両が複数台ある場合でも1台のスマートフォンだけで操作が可能となり、スマートフォン間でのデジタルキーの受け渡しが可能なため、家族や友人間で離れた場所での車両の貸し借りも容易となった。

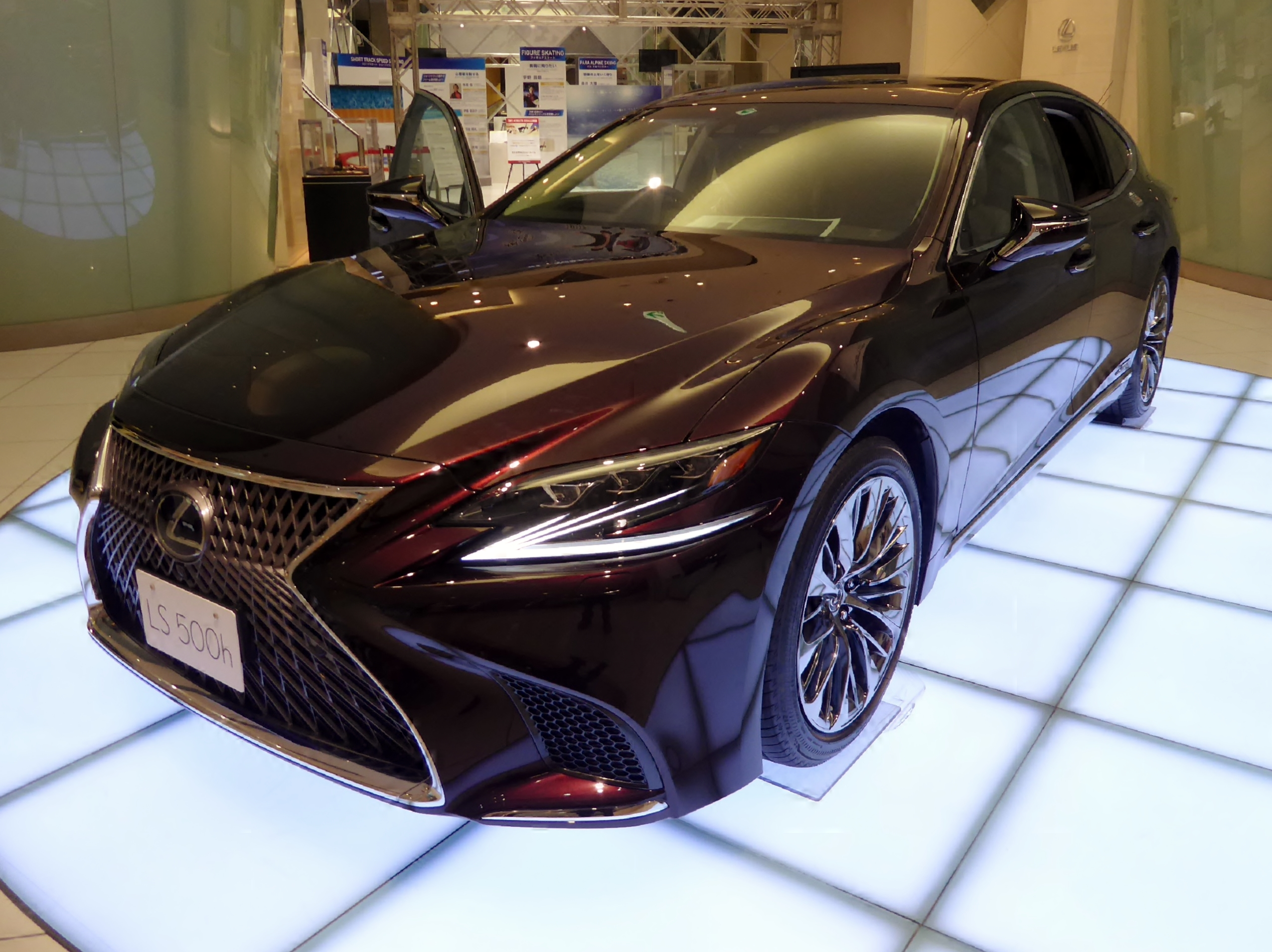
日本仕様 2017年販売型 LS 500h"I package"
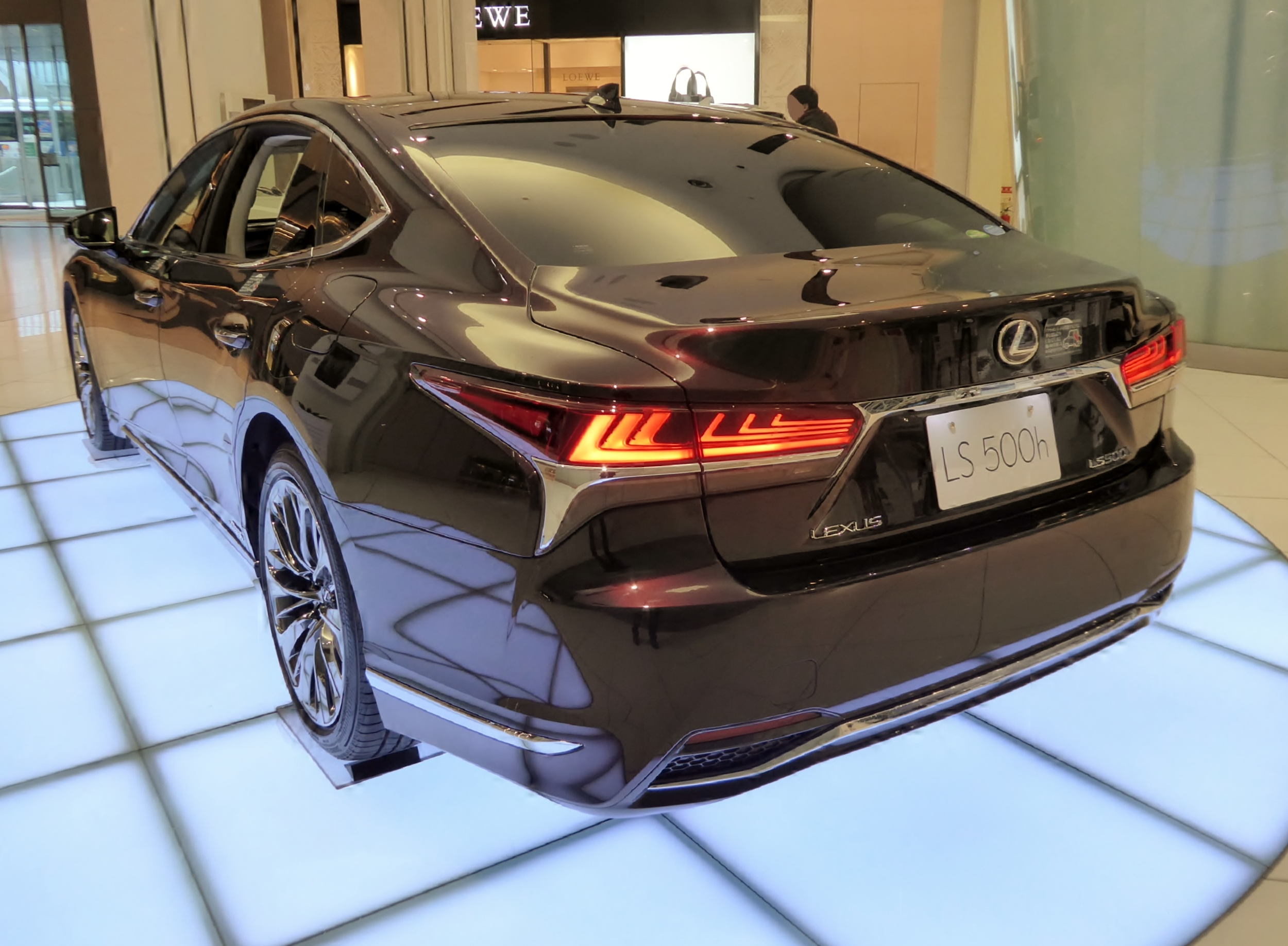
日本仕様 2017年販売型 LS 500h"I package" リア
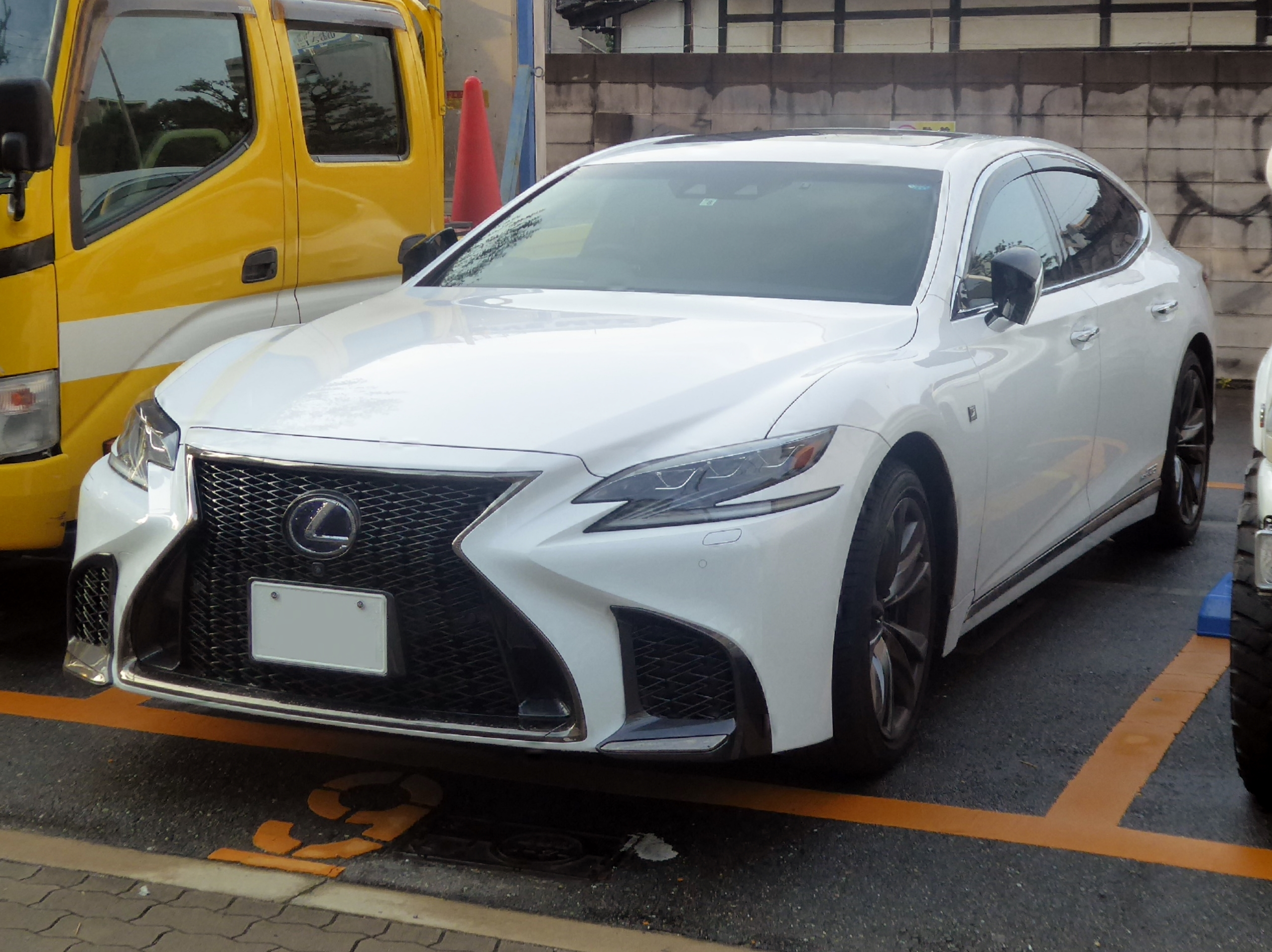
日本仕様 2017年販売型 LS 500h"F SPORT"
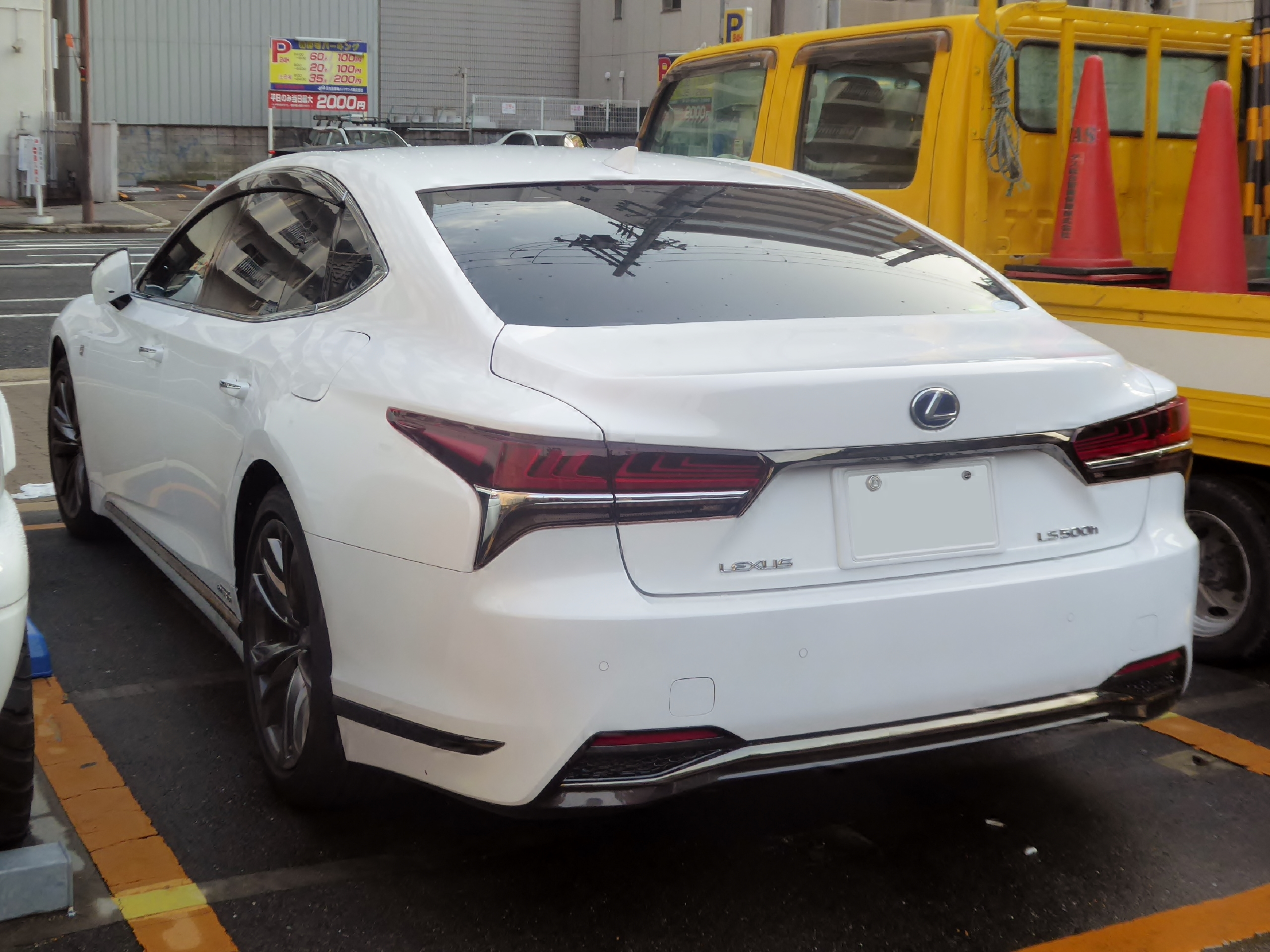
日本仕様 2017年販売型 LS 500h"F SPORT" リア
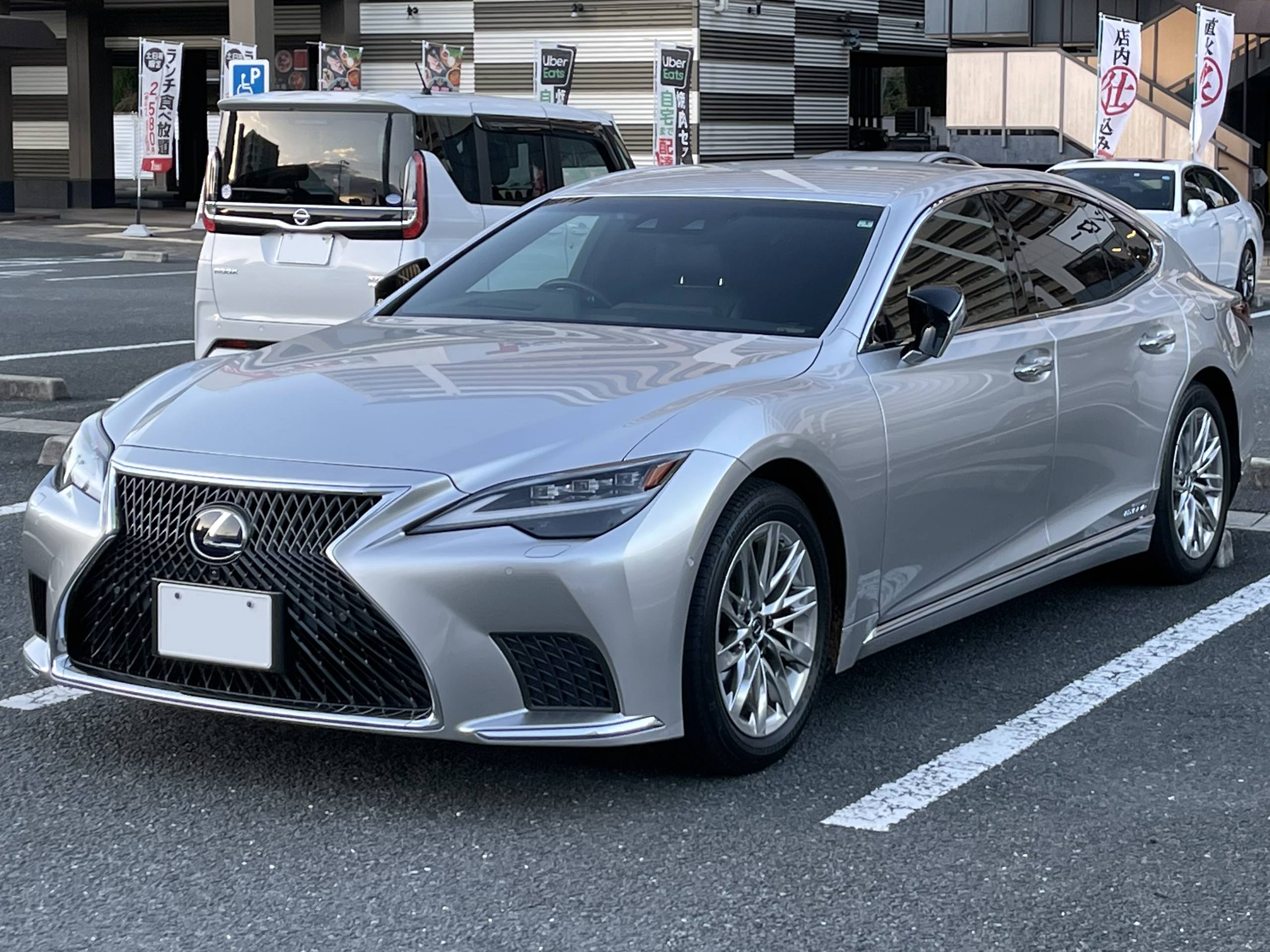
日本仕様 2020年改良型 LS 500h"version L"
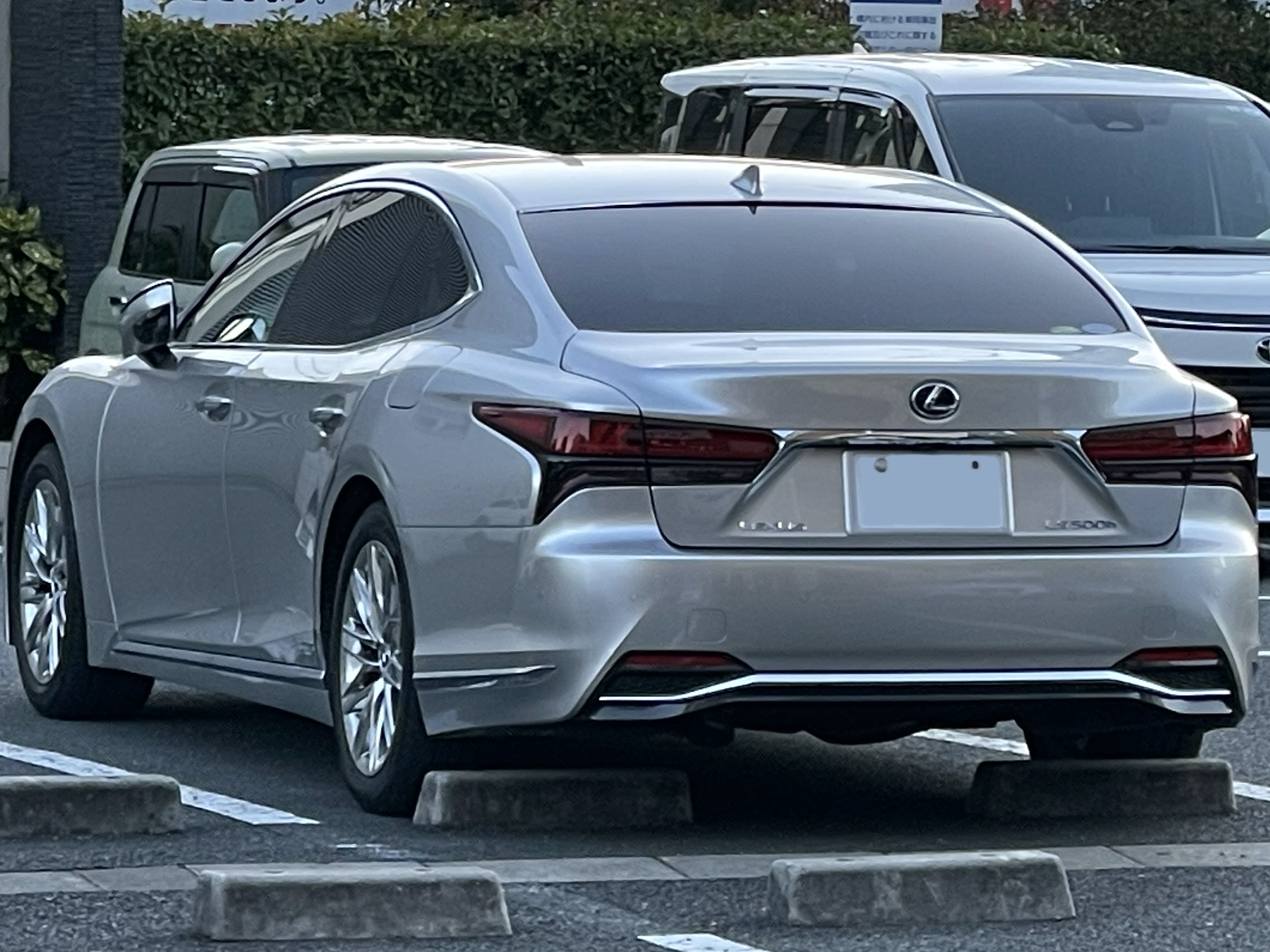
日本仕様 2020年改良型 LS 500h"version L" リア

## 受賞歴
初代登場以降、主に米国においては極めて多数の受賞歴がある。特に初代とLS460の評価は突出している。
- 初代
  - 1989-1990 日本カーオブザイヤー受賞
  - インターナショナル・カー・オブ・ザ・イヤー
  - カナダ・カー・オブ・ザ・イヤー
  - ホイールズ・カー・オブ・ザ・イヤー
  - トップギア・リムジン・オブ・ザ・イヤー）

- LS460
  - 2006-2007日本カー・オブ・ザ・イヤー受賞
  - 日本車として初の世界カー・オブ・ザ・イヤー受賞（LS460）
  - ドイツを代表する自動車雑誌Auto Bildによる「Auto 1」賞
  - オートカラーアウォード2007「ファッションカラー賞」

この他JDパワー・アンド・アソシエイツの調査では15年で連続（1994-2009）で最も信頼性の高い車に選ばれた。2014年には再びトップに返り咲いている。
2022年1月26日には、銀影ラスター（Ext）/プラチナ箔&西陣（Int）の組み合わせがオートカラーアウォード2021でグランプリを受賞した（日産・アリアとのダブル受賞）。

## 車名の由来
- 「LS」の車名は「Luxury Sedan」の頭文字をとった略である。